# متلازمة سريرية معزولة
تُوصف المتلازمة السريرية المعزولة (CIS) بأنها أول نوبة عصبية يُصاب بها الفرد نتيجة التهاب أو زوال ميالين نسيج العصب، ويمكن أن تكون هذه النوبة أُحادية البؤر أي تظهر فيها الأعراض في موقعٍ واحد في الجهاز العصبي المركزي أو أن تكون متعددة البؤر تظهر أعراضها في مواقع متعددة.
قد تدل الآفات الدماغية المصاحبة لمتلازمةٍ سريريةٍ معزولة على التصلب اللويحي (MS)، لذا كي يتم التشخيص بوجود هذه المتلازمة، لابد من ظهور آفاتٍ في مواقع متعددة بالجهاز العصبي المركزي، عادةً بعد أن تكون قد تسببت في نوباتٍ عديدة، كما يجب ألا يُحتمل وجود تشخيصٍ آخر لها. ويتم التشخيص السريري النهائي بوجود مرض التصلب اللويحي بمجرد اكتشاف MRI لآفاتٍ في الدماغ تتفق مع تلك الآفات النمطية للتصلب اللويحي، وتتضمن التشخيصات الأخرى تحليل السائل الدماغي الشوكي واختبار الاستجابة المحرَّضة.
في عام 2001، أصدرت اللجنة الدولية لتشخيص مرض التصلب اللويحي معايير ماكدونالد، وهي تنقيح لإجراءاتٍ تشخيصية سابقة كانت تُجرى لاكتشاف مرض التصلب اللويحي تعرف باسم معايير بوزر. «بينما تحافظ معايير ماكدونالد على الاشتراطات الأساسية لانتشار المرض من جهة الزمن والحيز، فهي فضلاً عن ذلك تقدم دلائل إرشادية مُحددة لاستخدام نتائج كلٍ من التصوير بالرنين المغناطيسي وتحليل السائل الدماغي الشوكي، لتقديم دليل على النوبة الثانية التي تصيب الأفراد الذين سبق وعانوا من نوبةٍ واحدة مزيلة للميالين، وبذلك يثبُت التشخيص بشكلٍ أكثر سرعة.» وقد تم إصدار تنقيحاتٍ أخرى عام 2005.

## وصلات خارجية
- Diagnosing MS in Clinically Isolated Syndrome&mdash;The Role of MRI
- MS Research Opportunity,Clinically Isolated Syndrome[وصلة مكسورة]